# Volta à Comunidade de Madrid de 2019
A 32.ª edição da competição ciclista Volta à Comunidade de Madrid foi uma corrida de ciclismo de estrada por etapas que se celebrou entre 10 e 12 de maio de 2019 na Espanha na Comunidade de Madrid, com início no município de Aranjuez e final na cidade de Madrid sobre um percurso de 429,5 quilómetros.
A corrida fez parte do UCI Europe Tour de 2019 dentro da categoria UCI 2.1. O vencedor final foi o francês Clément Russo do Arkéa Samsic seguido do também francês Romain Hardy, colega de equipa do vencedor, e Carlos Barbero do Movistar.

## Equipas participantes
Tomaram parte na corrida 17 equipas: 1 de categoria UCI WorldTour de 2019 convidados pela organização; 9 de categoria Profissional Continental; e 7 de categoria Continental. Formando assim um pelotão de 114 ciclistas dos que acabaram 106. As equipas participantes foram:
| Equipe WorldTeam- Movistar Team Equipes profissionais Continentais (9)- Total Direct Énergie - W52-FC Porto - Arkéa-Samsic - Euskadi Basque Country-Murias - Delko-Marseille Provence - Burgos-BH - Caja Rural-Seguros RGA - Manzana Postobón - Gazprom-RusVelo Equipes Continentais (7)- Sporting-Tavira - Ludofoods Louletano Aviludo - Fundación Euskadi - Kometa - Coldeportes Bicicletas Strongman - Matrix Powertag - Guerciotti-Kiwi Atlántico |
| |

## Percorrido
A Volta à Comunidade de Madri dispôs de três etapas para um percurso total de 429,5 quilómetros, dividido em duas etapas em media montanha e uma etapa plana com um circuito de 5,26 quilómetros onde se realizam 19 voltas.
| Etapa | Data    | Percurso                                                  | type           | Distância (km) | Vencedor          | Líder geral       |
| ----- | ------- | --------------------------------------------------------- | -------------- | -------------- | ----------------- | ----------------- |
| 1     | 10 mai. | Aranjuez – Aranjuez                                       | média montanha | 164,1          | Niccolò Bonifazio | Niccolò Bonifazio |
| 2     | 11 mai. | San Martín de Valdeiglesias – San Martín de Valdeiglesias | média montanha | 164,5          | Alex Aranburu     | Alex Aranburu     |
| 3     | 12 mai. | Madri – Madri                                             | etapa plana    | 99,9           | Maxime Daniel     | Clément Russo     |

## Desenvolvimento da corrida

### 1.ª etapa
| Aranjuez - Aranjuez | média montanha | (164,1 km) |

| \| Classificação por etapas \| Classificação por etapas \| Classificação por etapas \| Classificação por etapas \| Classificação por etapas \| \| Ciclista \| Ciclista \| Equipe \| Tempo \| \| \| ------------------------ \| ------------------------ \| ----------------------------- \| ------------------------ \| ------------------------ \| \| 1. \| Niccolò Bonifazio \| Total Direct Énergie \| 3h57m29s \| \| \| 2. \| Enrique Sanz \| Euskadi Basque Country-Murias \| + 0s \| \| \| 3. \| Clément Russo \| Arkéa-Samsic \| + 0s \| \| \| 4. \| Maxime Daniel \| Arkéa-Samsic \| + 0s \| \| \| 5. \| Carlos Barbero \| Movistar Team \| + 0s \| \| \| 6. \| Alex Aranburu \| Caja Rural-Seguros RGA \| + 0s \| \| \| 7. \| Romain Hardy \| Arkéa-Samsic \| + 0s \| \| \| 8. \| Iuri Filosi \| Delko Marseille Provence \| + 0s \| \| \| 9. \| Bryan Gomez \| Manzana Postobón \| + 0s \| \| \| 10. \| Michele Gazzoli \| Kometa \| + 0s \| \| |                   |                               |          |
| |                   |                               |          |
| Fonte: ProCyclingStats |                   |                               |          |
| Classificação por etapas |                   |                               |          |
| Ciclista | Ciclista          | Equipe                        | Tempo    |
| 1. | Niccolò Bonifazio | Total Direct Énergie          | 3h57m29s |
| 2. | Enrique Sanz      | Euskadi Basque Country-Murias | + 0s     |
| 3. | Clément Russo     | Arkéa-Samsic                  | + 0s     |
| 4. | Maxime Daniel     | Arkéa-Samsic                  | + 0s     |
| 5. | Carlos Barbero    | Movistar Team                 | + 0s     |
| 6. | Alex Aranburu     | Caja Rural-Seguros RGA        | + 0s     |
| 7. | Romain Hardy      | Arkéa-Samsic                  | + 0s     |
| 8. | Iuri Filosi       | Delko Marseille Provence      | + 0s     |
| 9. | Bryan Gomez       | Manzana Postobón              | + 0s     |
| 10. | Michele Gazzoli   | Kometa                        | + 0s     |

| \| Classificação geral \| Classificação geral \| Classificação geral \| Classificação geral \| Classificação geral \| \| Ciclista \| Ciclista \| Equipe \| Tempo \| \| \| ------------------- \| ------------------- \| ----------------------------- \| ------------------- \| ------------------- \| \| 1. \| Niccolò Bonifazio \| Total Direct Énergie \| 3h57m29s \| \| \| 2. \| Enrique Sanz \| Euskadi Basque Country-Murias \| + 0s \| \| \| 3. \| Clément Russo \| Arkéa-Samsic \| + 0s \| \| \| 4. \| Maxime Daniel \| Arkéa-Samsic \| + 0s \| \| \| 5. \| Carlos Barbero \| Movistar Team \| + 0s \| \| \| 6. \| Alex Aranburu \| Caja Rural-Seguros RGA \| + 0s \| \| \| 7. \| Romain Hardy \| Arkéa-Samsic \| + 0s \| \| \| 8. \| Iuri Filosi \| Delko Marseille Provence \| + 0s \| \| \| 9. \| Bryan Gomez \| Manzana Postobón \| + 0s \| \| \| 10. \| Michele Gazzoli \| Kometa \| + 0s \| \| |                   |                               |          |
| |                   |                               |          |
| Fonte: ProCyclingStats |                   |                               |          |
| Classificação geral |                   |                               |          |
| Ciclista | Ciclista          | Equipe                        | Tempo    |
| 1. | Niccolò Bonifazio | Total Direct Énergie          | 3h57m29s |
| 2. | Enrique Sanz      | Euskadi Basque Country-Murias | + 0s     |
| 3. | Clément Russo     | Arkéa-Samsic                  | + 0s     |
| 4. | Maxime Daniel     | Arkéa-Samsic                  | + 0s     |
| 5. | Carlos Barbero    | Movistar Team                 | + 0s     |
| 6. | Alex Aranburu     | Caja Rural-Seguros RGA        | + 0s     |
| 7. | Romain Hardy      | Arkéa-Samsic                  | + 0s     |
| 8. | Iuri Filosi       | Delko Marseille Provence      | + 0s     |
| 9. | Bryan Gomez       | Manzana Postobón              | + 0s     |
| 10. | Michele Gazzoli   | Kometa                        | + 0s     |

### 2.ª etapa
| San Martín de Valdeiglesias - San Martín de Valdeiglesias | média montanha | (164,5 km) |

| \| Classificação por etapas \| Classificação por etapas \| Classificação por etapas \| Classificação por etapas \| Classificação por etapas \| \| Ciclista \| Ciclista \| Equipe \| Tempo \| \| \| ------------------------ \| ------------------------ \| -------------------------------- \| ------------------------ \| ------------------------ \| \| 1. \| Alex Aranburu \| Caja Rural-Seguros RGA \| 4h06m53s \| \| \| 2. \| Romain Hardy \| Arkéa-Samsic \| + 0s \| \| \| 3. \| Vicente García de Mateos \| Aviludo-Louletano \| + 0s \| \| \| 4. \| Sergey Shilov \| Gazprom-RusVelo \| + 0s \| \| \| 5. \| Jonathan Cañaveral \| Coldeportes Bicicletas Strongman \| + 0s \| \| \| 6. \| Clément Russo \| Arkéa-Samsic \| + 0s \| \| \| 7. \| Juan Felipe Osorio \| Manzana Postobón \| + 0s \| \| \| 8. \| Jonathan Lastra \| Caja Rural-Seguros RGA \| + 0s \| \| \| 9. \| Diego Rubio \| Burgos-BH \| + 0s \| \| \| 10. \| Garikoitz Bravo \| Euskadi Basque Country-Murias \| + 0s \| \| |                          |                                  |          |
| |                          |                                  |          |
| Fonte: ProCyclingStats |                          |                                  |          |
| Classificação por etapas |                          |                                  |          |
| Ciclista | Ciclista                 | Equipe                           | Tempo    |
| 1. | Alex Aranburu            | Caja Rural-Seguros RGA           | 4h06m53s |
| 2. | Romain Hardy             | Arkéa-Samsic                     | + 0s     |
| 3. | Vicente García de Mateos | Aviludo-Louletano                | + 0s     |
| 4. | Sergey Shilov            | Gazprom-RusVelo                  | + 0s     |
| 5. | Jonathan Cañaveral       | Coldeportes Bicicletas Strongman | + 0s     |
| 6. | Clément Russo            | Arkéa-Samsic                     | + 0s     |
| 7. | Juan Felipe Osorio       | Manzana Postobón                 | + 0s     |
| 8. | Jonathan Lastra          | Caja Rural-Seguros RGA           | + 0s     |
| 9. | Diego Rubio              | Burgos-BH                        | + 0s     |
| 10. | Garikoitz Bravo          | Euskadi Basque Country-Murias    | + 0s     |

| \| Classificação geral \| Classificação geral \| Classificação geral \| Classificação geral \| Classificação geral \| \| Ciclista \| Ciclista \| Equipe \| Tempo \| \| \| ------------------- \| ------------------------ \| -------------------------------- \| ------------------- \| ------------------- \| \| 1. \| Alex Aranburu \| Caja Rural-Seguros RGA \| 8h04m22s \| \| \| 2. \| Romain Hardy \| Arkéa-Samsic \| + 0s \| \| \| 3. \| Clément Russo \| Arkéa-Samsic \| + 0s \| \| \| 4. \| Jonathan Cañaveral \| Coldeportes Bicicletas Strongman \| + 0s \| \| \| 5. \| Carlos Barbero \| Movistar Team \| + 0s \| \| \| 6. \| Vicente García de Mateos \| Aviludo-Louletano \| + 0s \| \| \| 7. \| Alexander Grigoriev \| Sporting-Tavira \| + 0s \| \| \| 8. \| Garikoitz Bravo \| Euskadi Basque Country-Murias \| + 0s \| \| \| 9. \| Eduard Prades \| Movistar Team \| + 0s \| \| \| 10. \| Sergey Shilov \| Gazprom-RusVelo \| + 0s \| \| |                          |                                  |          |
| |                          |                                  |          |
| Fonte: ProCyclingStats |                          |                                  |          |
| Classificação geral |                          |                                  |          |
| Ciclista | Ciclista                 | Equipe                           | Tempo    |
| 1. | Alex Aranburu            | Caja Rural-Seguros RGA           | 8h04m22s |
| 2. | Romain Hardy             | Arkéa-Samsic                     | + 0s     |
| 3. | Clément Russo            | Arkéa-Samsic                     | + 0s     |
| 4. | Jonathan Cañaveral       | Coldeportes Bicicletas Strongman | + 0s     |
| 5. | Carlos Barbero           | Movistar Team                    | + 0s     |
| 6. | Vicente García de Mateos | Aviludo-Louletano                | + 0s     |
| 7. | Alexander Grigoriev      | Sporting-Tavira                  | + 0s     |
| 8. | Garikoitz Bravo          | Euskadi Basque Country-Murias    | + 0s     |
| 9. | Eduard Prades            | Movistar Team                    | + 0s     |
| 10. | Sergey Shilov            | Gazprom-RusVelo                  | + 0s     |

### 3.ª etapa
| Madri - Madri | etapa plana | (99,9 km) |

| \| Classificação por etapas \| Classificação por etapas \| Classificação por etapas \| Classificação por etapas \| Classificação por etapas \| \| Ciclista \| Ciclista \| Equipe \| Tempo \| \| \| ------------------------ \| ------------------------ \| ----------------------------- \| ------------------------ \| ------------------------ \| \| 1. \| Maxime Daniel \| Arkéa-Samsic \| 2h17m15s \| \| \| 2. \| Niccolò Bonifazio \| Total Direct Énergie \| + 0s \| \| \| 3. \| Clément Russo \| Arkéa-Samsic \| + 0s \| \| \| 4. \| Romain Hardy \| Arkéa-Samsic \| + 0s \| \| \| 5. \| Carlos Barbero \| Movistar Team \| + 0s \| \| \| 6. \| Francisco Campos \| W52-FC Porto \| + 0s \| \| \| 7. \| Enrique Sanz \| Euskadi Basque Country-Murias \| + 0s \| \| \| 8. \| Matthew Gibson \| Burgos-BH \| + 0s \| \| \| 9. \| Jhonatan Restrepo \| Manzana Postobón \| + 0s \| \| \| 10. \| Jaume Sureda \| Burgos-BH \| + 0s \| \| |                   |                               |          |
| |                   |                               |          |
| Fonte: ProCyclingStats |                   |                               |          |
| Classificação por etapas |                   |                               |          |
| Ciclista | Ciclista          | Equipe                        | Tempo    |
| 1. | Maxime Daniel     | Arkéa-Samsic                  | 2h17m15s |
| 2. | Niccolò Bonifazio | Total Direct Énergie          | + 0s     |
| 3. | Clément Russo     | Arkéa-Samsic                  | + 0s     |
| 4. | Romain Hardy      | Arkéa-Samsic                  | + 0s     |
| 5. | Carlos Barbero    | Movistar Team                 | + 0s     |
| 6. | Francisco Campos  | W52-FC Porto                  | + 0s     |
| 7. | Enrique Sanz      | Euskadi Basque Country-Murias | + 0s     |
| 8. | Matthew Gibson    | Burgos-BH                     | + 0s     |
| 9. | Jhonatan Restrepo | Manzana Postobón              | + 0s     |
| 10. | Jaume Sureda      | Burgos-BH                     | + 0s     |

## Classificações finais
- As classificações finalizaram da seguinte forma:[5]

### Classificação geral
| \| Classificação geral \| Classificação geral \| Classificação geral \| Classificação geral \| Classificação geral \| \| Ciclista \| Ciclista \| Equipe \| Tempo \| \| \| ------------------- \| ------------------------ \| -------------------------------- \| ------------------- \| ------------------- \| \| 1. \| Clément Russo \| Arkéa-Samsic \| 10h21m37s \| \| \| 2. \| Romain Hardy \| Arkéa-Samsic \| + 0s \| \| \| 3. \| Carlos Barbero \| Movistar Team \| + 0s \| \| \| 4. \| Alex Aranburu \| Caja Rural-Seguros RGA \| + 0s \| \| \| 5. \| Alexander Grigoriev \| Sporting-Tavira \| + 0s \| \| \| 6. \| Garikoitz Bravo \| Euskadi Basque Country-Murias \| + 0s \| \| \| 7. \| Jonathan Cañaveral \| Coldeportes Bicicletas Strongman \| + 0s \| \| \| 8. \| Jhonatan Restrepo \| Manzana Postobón \| + 0s \| \| \| 9. \| Eduard Prades \| Movistar Team \| + 0s \| \| \| 10. \| Vicente García de Mateos \| Aviludo-Louletano \| + 0s \| \| |                          |                                  |           |
| |                          |                                  |           |
| Fonte: ProCyclingStats |                          |                                  |           |
| Classificação geral |                          |                                  |           |
| Ciclista | Ciclista                 | Equipe                           | Tempo     |
| 1. | Clément Russo            | Arkéa-Samsic                     | 10h21m37s |
| 2. | Romain Hardy             | Arkéa-Samsic                     | + 0s      |
| 3. | Carlos Barbero           | Movistar Team                    | + 0s      |
| 4. | Alex Aranburu            | Caja Rural-Seguros RGA           | + 0s      |
| 5. | Alexander Grigoriev      | Sporting-Tavira                  | + 0s      |
| 6. | Garikoitz Bravo          | Euskadi Basque Country-Murias    | + 0s      |
| 7. | Jonathan Cañaveral       | Coldeportes Bicicletas Strongman | + 0s      |
| 8. | Jhonatan Restrepo        | Manzana Postobón                 | + 0s      |
| 9. | Eduard Prades            | Movistar Team                    | + 0s      |
| 10. | Vicente García de Mateos | Aviludo-Louletano                | + 0s      |

### Classificação da montanha
| Classificação da montanha | Classificação da montanha | Classificação da montanha        | Classificação da montanha | Classificação da montanha |
| Ciclista                  | Ciclista                  | Equipe                           | Pontos                    |                           |
| ------------------------- | ------------------------- | -------------------------------- | ------------------------- | ------------------------- |
| 1.                        | Francisco Mancebo         | Matrix Powertag                  | 21 pts                    |                           |
| 2.                        | Diego Pablo Sevilla       | Kometa                           | 18 pts                    |                           |
| 3.                        | Diego Cano                | Coldeportes Bicicletas Strongman | 7 pts                     |                           |
| 4.                        | Jorge Cubero              | Burgos-BH                        | 6 pts                     |                           |
| 5.                        | Juan Felipe Osorio        | Manzana Postobón                 | 6 pts                     |                           |
| 6.                        | Igor Boev                 | Gazprom-RusVelo                  | 6 pts                     |                           |
| 7.                        | José Toribio Alcolea      | Matrix Powertag                  | 5 pts                     |                           |
| 8.                        | José Manuel Gutiérrez     | Guerciotti–Kiwi Atlantico        | 4 pts                     |                           |
| 9.                        | Rémy Rochas               | Delko Marseille Provence         | 3 pts                     |                           |
| 10.                       | Jhojan García             | Manzana Postobón                 | 2 pts                     |                           |

### Classificação das metas volantes
| Classificação por velocidade | Classificação por velocidade | Classificação por velocidade     | Classificação por velocidade | Classificação por velocidade |
| Ciclista                     | Ciclista                     | Equipe                           | Pontos                       |                              |
| ---------------------------- | ---------------------------- | -------------------------------- | ---------------------------- | ---------------------------- |
| 1.                           | Igor Boev                    | Gazprom-RusVelo                  | 11 pts                       |                              |
| 2.                           | José Toribio Alcolea         | Matrix Powertag                  | 7 pts                        |                              |
| 3.                           | Francisco Mancebo            | Matrix Powertag                  | 3 pts                        |                              |
| 4.                           | Álvaro Trueba                | Sporting-Tavira                  | 2 pts                        |                              |
| 5.                           | Stepan Kurianov              | Gazprom-RusVelo                  | 2 pts                        |                              |
| 6.                           | Daiki Yasuhara               | Matrix Powertag                  | 2 pts                        |                              |
| 7.                           | Jonathan Cañaveral           | Coldeportes Bicicletas Strongman | 1 pt                         |                              |
| 8.                           | Jhojan García                | Manzana Postobón                 | 1 pt                         |                              |

### Classificação dos jovens
| Classificação dos jovens | Classificação dos jovens | Classificação dos jovens | Classificação dos jovens | Classificação dos jovens |
| Ciclista                 | Ciclista                 | Equipe                   | Tempo                    |                          |
| ------------------------ | ------------------------ | ------------------------ | ------------------------ | ------------------------ |
| 1.                       | Jhojan García            | Manzana Postobón         | 10h21m37s                |                          |
| 2.                       | Unai Cuadrado            | Fundación Euskadi        | + 5s                     |                          |
| 3.                       | Francisco Campos         | W52-FC Porto             | + 15m10s                 |                          |
| 4.                       | Juan Ignacio Pérez       |                          | + 15m10s                 |                          |
| 5.                       | Jokin Aranburu           | Fundación Euskadi        | + 15m10s                 |                          |

### Classificação por equipas
| Classificação por equipes | Classificação por equipes | Classificação por equipes | Classificação por equipes |
| Equipe                    | Equipe                    | Tempo                     |                           |
| ------------------------- | ------------------------- | ------------------------- | ------------------------- |
| 1.                        | Caja Rural-Seguros RGA    | 31h04m56s                 |                           |
| 2.                        | Movistar Team             | + 0s                      |                           |
| 3.                        | Arkéa-Samsic              | + 31s                     |                           |
| 4.                        | Gazprom-RusVelo           | + 15m05s                  |                           |
| 5.                        | Manzana Postobón          | + 15m05s                  |                           |

## Evolução das classificações
| Etapa                 | Vencedor              | Classificação geral | Classificação da regularidade | Classificação da montanha | Classificação das metas volantes | Classificação dos jovens | Classificação por equipas |
| --------------------- | --------------------- | ------------------- | ----------------------------- | ------------------------- | -------------------------------- | ------------------------ | ------------------------- |
| 1.ª                   | Niccolò Bonifazio     | Niccolò Bonifazio   | Niccolò Bonifazio             | Diego Pablo Sevilla       | Igor Boev                        | Michele Gazzoli          | Arkéa Samsic              |
| 2.ª                   | Alex Aranburu         | Alex Aranburu       | Alex Aranburu                 | Paco Mancebo              | Paco Mancebo                     | Jhojan García            | Manzana Postobón          |
| 3.ª                   | Maxime Daniel         | Clément Russo       | Niccolò Bonifazio             | Paco Mancebo              | Igor Boev                        | Jhojan García            | Caja Rural-Seguros RGA    |
| Classificações finais | Classificações finais | Clément Russo       | Niccolò Bonifazio             | Paco Mancebo              | Igor Boev                        | Jhojan García            | Caja Rural-Seguros RGA    |

## UCI World Ranking
A Volta à Comunidade de Madri outorgou pontos para o UCI World Ranking para corredores das equipas nas categorias UCI WorldTeam, Profissional Continental e Equipas Continentais. As seguintes tabelas são o barómetro de pontuação e os 10 corredores que obtiveram mais pontos:
| Posição             | 1.º | 2.º | 3.º | 4.º | 5.º | 6.º | 7.º | 8.º | 9.º | 10.º | 11.º | 12.º | 13.º-15.º | 16.º-25.º |
| Classificação geral | 125 | 85  | 70  | 60  | 50  | 40  | 35  | 30  | 25  | 20   | 15   | 10   | 5         | 3         |
| Por etapa           | 14  | 5   | 3   |     |     |     |     |     |     |      |      |      |           |           |
| Líder               | 3   |     |     |     |     |     |     |     |     |      |      |      |           |           |

| Classificação |                          |                                  |       |       |       |       |
| Posição       | Ciclista                 | Equipa                           | Geral | Etapa | Líder | Total |
| ------------- | ------------------------ | -------------------------------- | ----- | ----- | ----- | ----- |
| 1.º           | Clément Russo            | Arkéa Samsic                     | 125   | 6     | -     | 131   |
| 2.º           | Romain Hardy             | Arkéa Samsic                     | 85    | 5     | -     | 90    |
| 3.º           | Alex Aranburu            | Caja Rural-Seguros RGA           | 60    | 14    | 3     | 77    |
| 4.º           | Carlos Barbero           | Movistar                         | 70    | -     | -     | 70    |
| 5.º           | Alexander Grigoriev      | Sporting-Tavira                  | 50    | -     | -     | 50    |
| 6.º           | Garikoitz Bravo          | Euskadi Basque Country-Murias    | 40    | -     | -     | 40    |
| 7.º           | Jonathan Cañaveral       | Coldeportes Bicicletas Strongman | 35    | -     | -     | 35    |
| 8.º           | Jhonatan Restrepo        | Manzana Postobón                 | 30    | -     | -     | 30    |
| 9.º           | Eduard Prades            | Movistar                         | 25    | -     | -     | 25    |
| 10.º          | Vicente García de Mateos | Ludofoods-Louletano-Aviludo      | 20    | 3     | -     | 23    |